# Sytno
Sytno (německy Sittna) je vesnice v okrese Tachov v Plzeňském kraji. Nachází se třicet kilometrů východně od Tachova a 24 kilometrů západně od Plzně. Žije zde 285 obyvatel.

## Historie
První písemná zmínka o vesnici pochází z roku 1115.

## Obyvatelstvo
| Rok            | 1869 | 1880 | 1890 | 1900 | 1910 | 1921 | 1930 | 1950 | 1961 | 1970 | 1980 | 1991 | 2001 | 2011 | 2021 |
| -------------- | ---- | ---- | ---- | ---- | ---- | ---- | ---- | ---- | ---- | ---- | ---- | ---- | ---- | ---- | ---- |
| Počet obyvatel | 207  | 228  | 220  | 231  | 229  | 200  | 234  | 142  | 134  | 268  | 254  | 266  | 305  | 326  | 254  |
| Počet domů     | 32   | 34   | 35   | 37   | 38   | 37   | 47   | 39   | 37   | 37   | 34   | 36   | 45   | 51   | 55   |

## Obecní správa
Mezi lety 1869–1979 Sytno bylo obcí v okrese Stříbro (1869–1950) a později v okrese Tachov. Od 1. ledna 1980 do 31. prosince 2000 patřil jako část města k Stříbru a od 1. ledna 2001 je opět samostatnou obcí, ale Lhota u Stříbra již zůstala součástí Stříbra. V letech 1850–1920 k obci patřila Svinná a v letech 1961–1979 také Lhota u Stříbra.

### Obecní symboly
Znak a vlajka byly obci uděleny rozhodnutím předsedy Poslanecké sněmovny Parlamentu České republiky dne 20. ledna 2005.

## Galerie

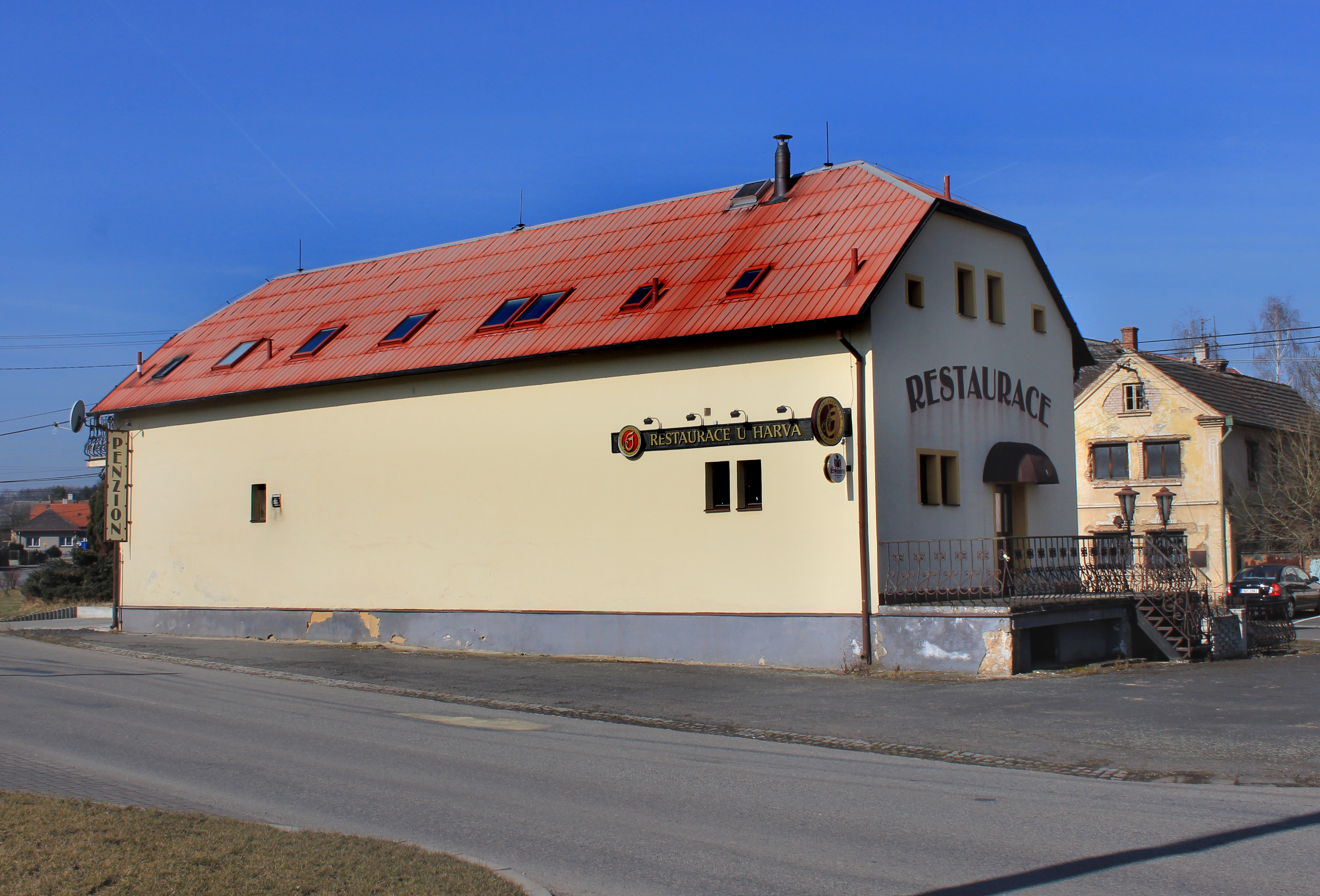
Restaurace s penzionem
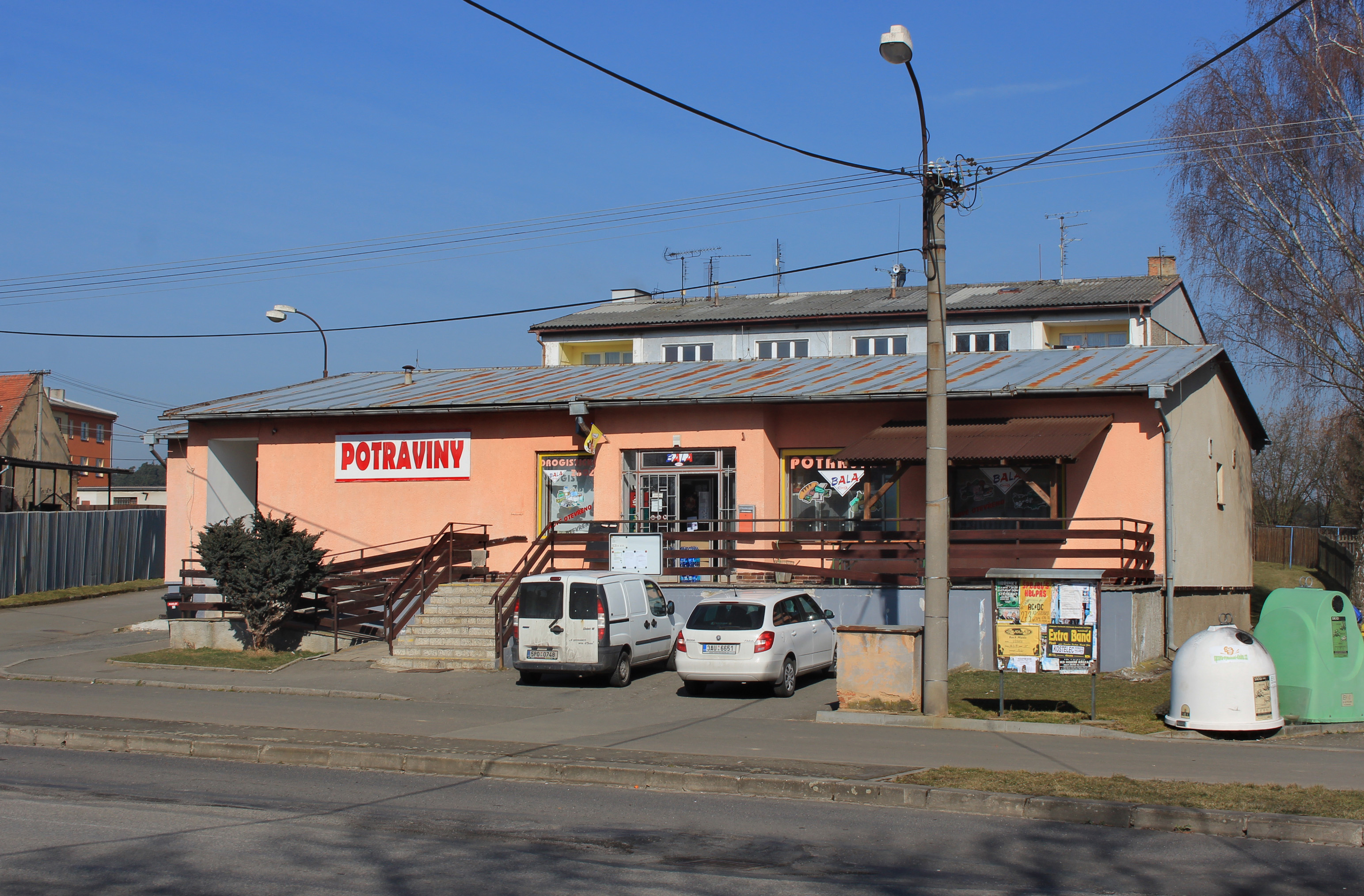
Obchod
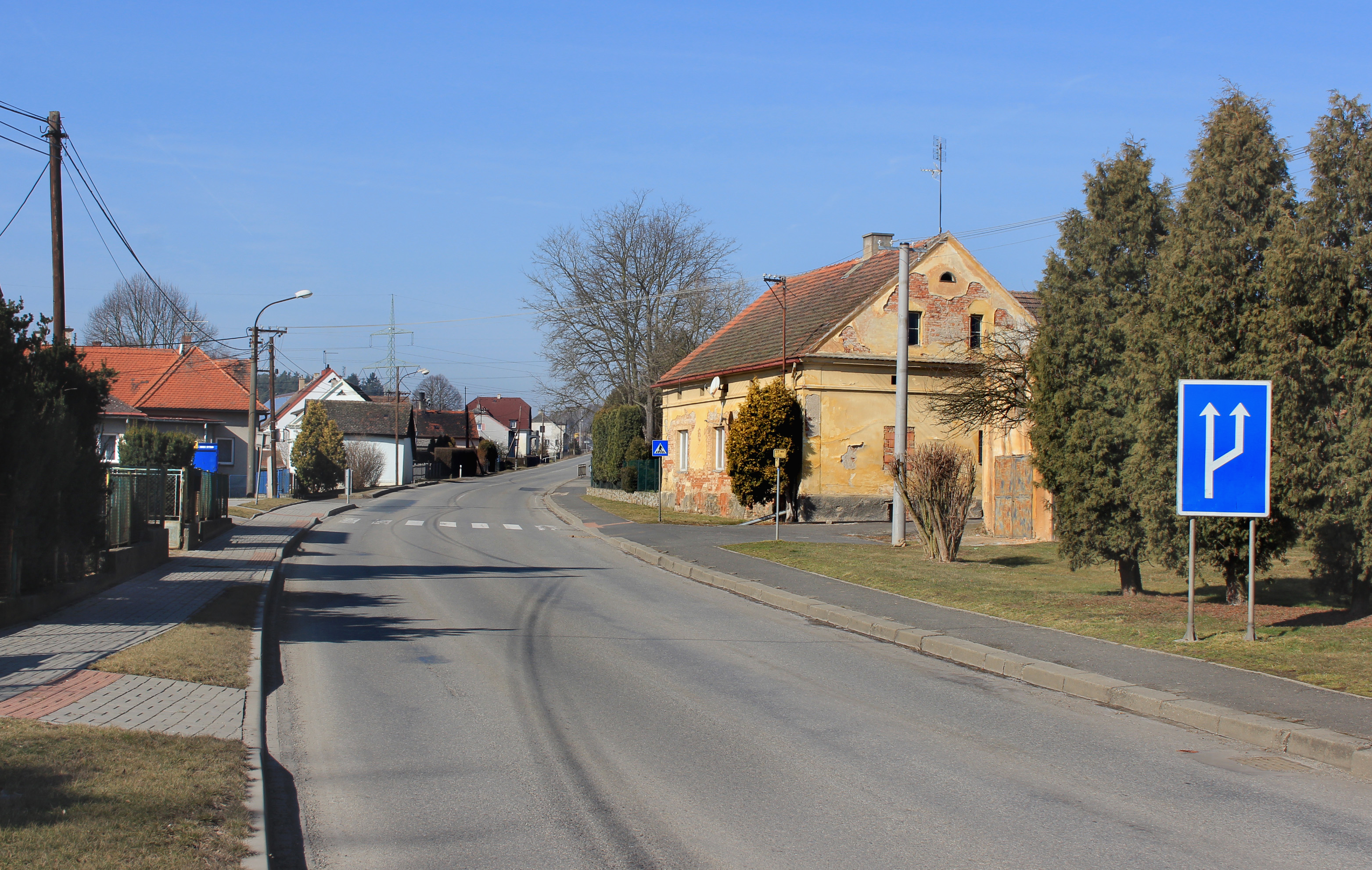
Silnice směrem ke Stříbru